# Принц де Ваграм

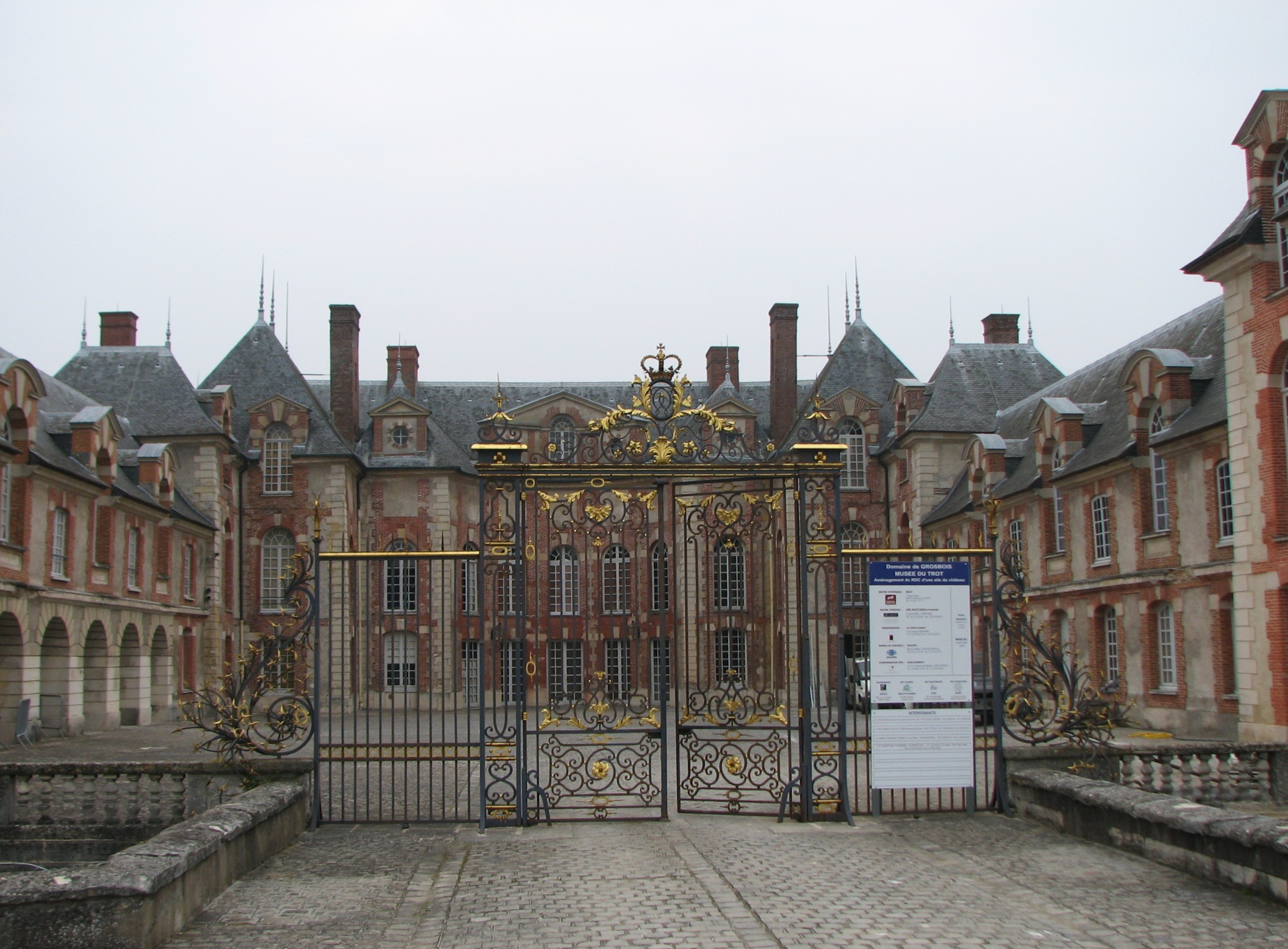
Замок Гросбуа — резиденція принців де Ваграм

Принц де Ваграм (фр. Prince de Wagram) — французький дворянський титул створений Наполеоном Бонапартом для князя Невшательського Луї-Александра Бертьє у 1809 році.
Після Луї-Александра резиденцією Ваграмських принців став Замок Гросбуа — великий маєток, що знаходиться на південному сході від Парижа в Буассі-Сен-Леже в департаменті Валь-де-Марн.

## Принци де Ваграм

Герб родини Бертьє

- Луї-Александр Бертьє (1809—1915) — титул подарований Наполеоном.
- Наполеон Александр Бертьє (1815—1887) — син попереднього.
- Александр Луї Філіпп Бертьє (1887—1911) — син попереднього.
- Александр Луї Марія Бертьє (1911—1918) — син попереднього.

Останній принц Ваграмський Александр Луї Марія Бертьє загинув під час військових дій Першої світової  30 травня 1918 у віці 34 років. Він не був одружений, тож титул не успадкував ніхто. Александр мав позашлюбну доньку Луїзу Александру Монік 1914 року народження, яка йменувалася Монік Бертьє де Ваграм. Вона була двічі одружена, але дітей не мала. Померла 2000 року. У наш час[коли?] нащадків Александра Луї Марії не залишилося.

## Галерея

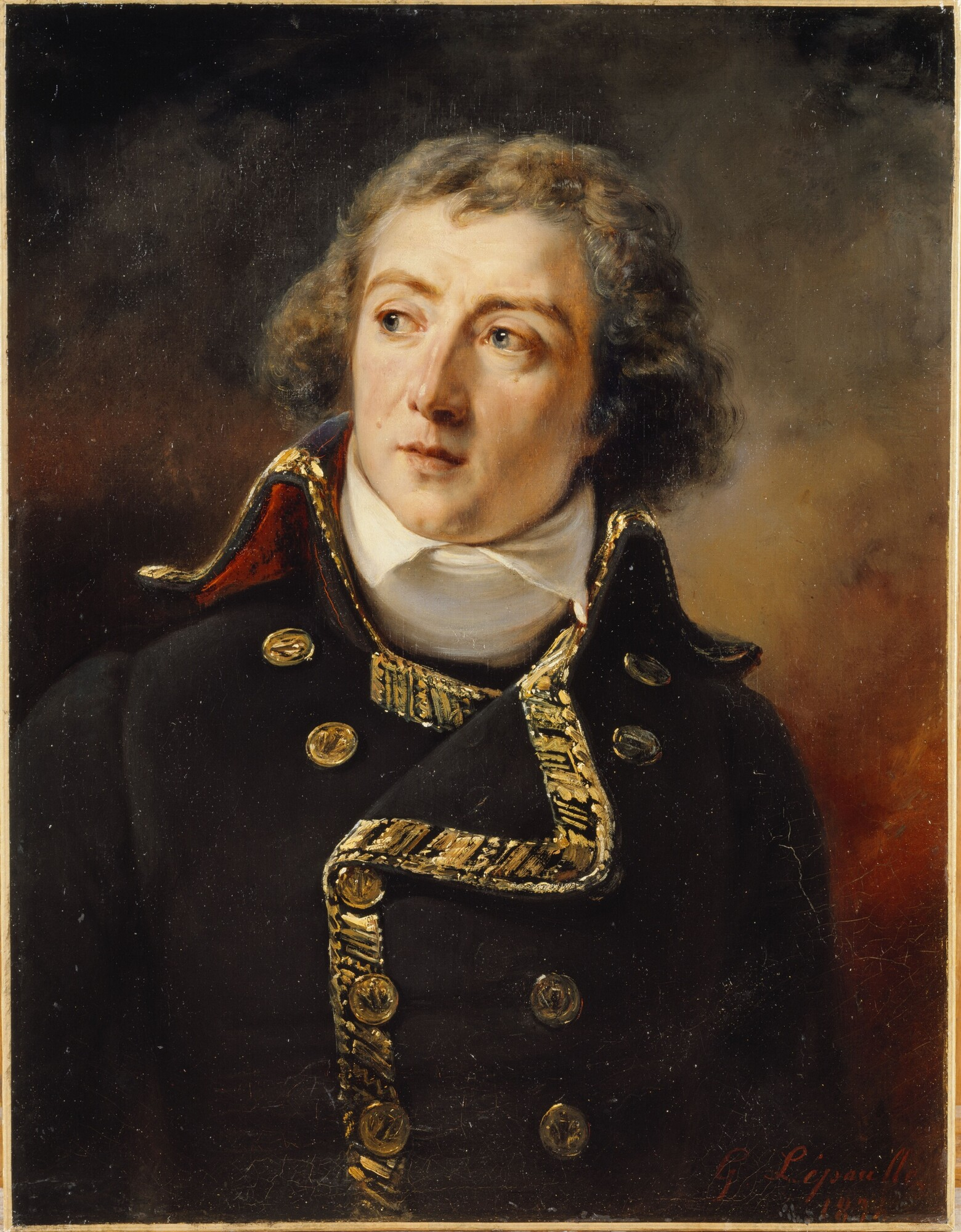
Засновник династії — Луї Александр Бертьє
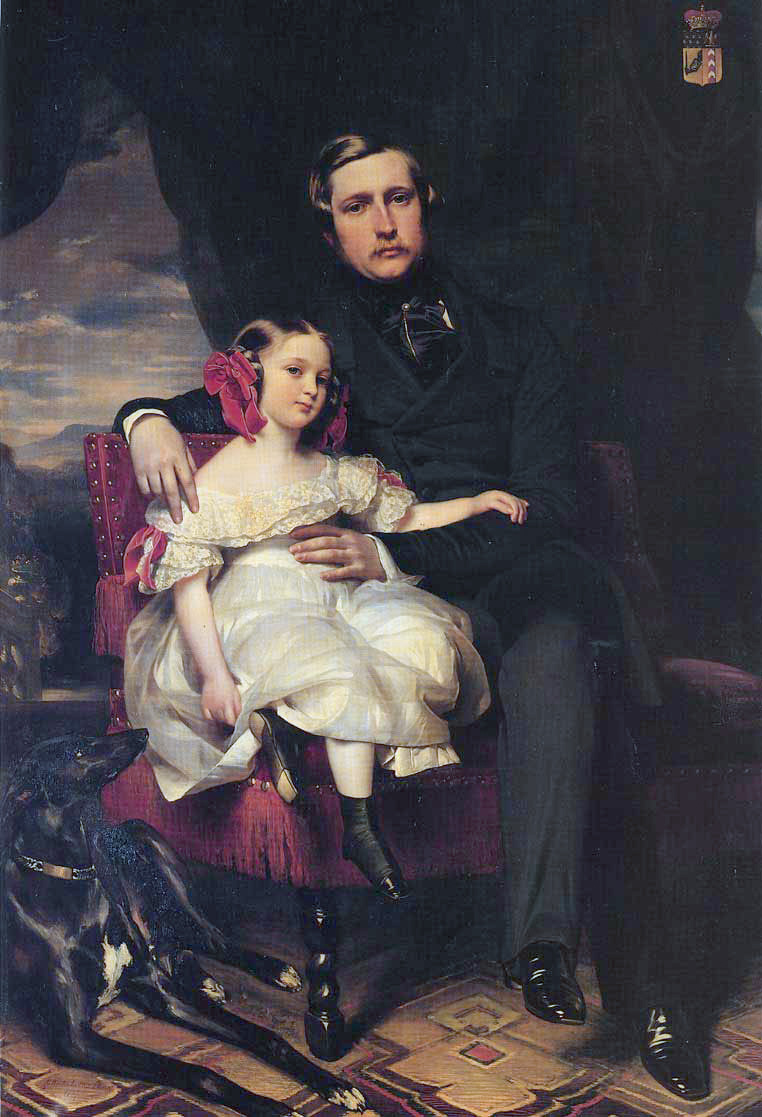
Наполеон Александр з донькою